# Отран, Жозеф
Жозеф Отран (1813—1877) — французский писатель, член академии.
Стал известен в 1832 г. одой к Ламартину, затем издал несколько сборников стихов: «La mer» (1835), «Poèmes de la mer» (1852), «Ludibria ventis» (1838) и «Italie et Semaine sainte a Rome» (1841). Подвигам французских солдат в Африке посвящена его поэма «Milianah» (1842).
Большой успех имела его трагедия «La fille d’Eschyle». Другие сборники его стихов: «Laboureurs et soldats» (1854), «La vie rurale» (1856), «Epitres rustiques» (1861), «La poème des beaux jours» (1862) и «Le cyclope» (1863). В его «Œuvres complètes» (1874—1881) напечатаны и его посмертные произведения, с предисловием Лапрада.